# Пародия Хертера
Паро́дия Хертера, или Нотока́ктус Хертера (лат. Parodia herteri, или Notocactus herteri) — кактус из рода Пародия, выделяется некоторыми систематиками в род Нотокактус.

## Описание
Стебель шаровидно-приплюснутый, до 15 см в диаметре, светло-зелёный, глянцевый. Верхушка взрослого растения покрыта белым шерстяным ворсом. Рёбер 22, они довольно высокие, разделены на бугорки с густоопушёнными ареолами.
Радиальных колючек 8-11, они прозрачно-белого цвета; центральных колючек 4-6, они до 2 см длиной, красновато-коричневого оттенка.
Цветки до 4 см длиной и 5 см в диаметре, пурпурно-красные с жёлтым рыльцем пестика, зачастую образуют сплошной венчик на верхушке растения.

## Распространение
Эндемик Уругвая.

## Синонимы
- Echinocactus herteri
- Notocactus herteri
- Notocactus rubriflorus
- Notocactus pseudoherteri